# Santos Abril y Castelló
Santos Abril y Castelló (Alfambra, 21 de setembro de 1935) é um cardeal e diplomata espanhol, Arcipreste-emérito da Basílica de Santa Maria Maior.

## Biografia
Foi ordenado sacerdote em 19 de março de 1960 e incardinado na diocese de Teruel. Ele começou sua carreira diplomática a serviço da Santa Sé em 1985, quando foi nomeado arcebispo-titular de Tamada e núncio apostólico para a Bolívia. Ele recebeu a consagração episcopal em 16 de junho de 1985 pelo Cardeal Agostino Casaroli. Em 1989 foi transferido para nunciaturas em Camarões, Gabão e Guiné Equatorial, até 1996, quando foi nomeado núncio na Iugoslávia. Em 2000 mudou-se para a nunciatura na Argentina até 2003, quando retornou às nunciaturas na Eslovênia, Macedônia e Bósnia e Herzegovina. Em 9 de janeiro de 2011 pediu a sua demissão do cargo ao atingir a idade de reforma. Em 22 de janeiro de 2011, foi nomeado vice-camerlengo da Câmara Apostólica, e em 2 de abril, membro da Congregação para os Bispos. Em 21 de novembro de 2011, foi nomeado arcipreste da Basílica Papal Liberiana de Santa Maria Maggiore.
Dom Abril foi professor de espanhol do Papa João Paulo II, logo que foi eleito. Na ocasião, o pontífice preparava-se para sua primeira viagem internacional, no México, em 1979.
Em 6 de janeiro de 2012, o Papa Bento XVI anunciou a sua criação como cardeal no Primeiro Consistório Ordinário Público de 2012, tendo recebido o barrete cardinalício e o título de cardeal-diácono de São Ponciano, no dia 18 de fevereiro, pelas mãos do Papa Bento XVI. Em 23 de julho, resigna-se do cargo de vice-camerlengo.
Em 4 de março de 2022, durante Consistório para canonizações, realizou o optatio e passou para a ordem dos cardeais-presbíteros, mantendo sua diaconia pro hac vice.

## Ligações Externas
- «The Cardinals of the Holy Roman Church» (em inglês)
- «Catholic Hierarchy» (em inglês)
- «GCatholic» (em inglês)